# Миси Елиът
Мелиса Арнет „Миси“ Елиът (на английски: Melissa Arnette „Missy“ Elliott, родена на 1 юли 1971) е американска рап изпълнителка, носителка на 5 награди Грами, текстописка и продуцентка.
С продажби в САЩ от 7,6 милиона копия тя е единствената рап изпълнителка, чиито шест студийни албума са с платинена сертификация от RIAA, включвайки и един албум с двойно платинен статус „Under Construction“.
Миси Елиът е известна със серия от хитови песни и популярни клипове сред които „The Rain (Supa Dupa Fly)“, „Hot Boyz“, „She's a Bitch“, „Get Ur Freak On“, „One Minute Man“, „Work It“, „Gossip Folks“, „Pass That Dutch“, „Lose Control“ и „Ching-a-Ling“. Освен че е известна със самостоятелните си издания, Елиът е позната в музикалните среди и като продуцент и текстописец активно работещ с множество други изпълнители. Заедно с продуцента и дългогодишен приятел Тимбаленд Елиът е продуцирала такива имена като Алия, Моника, Destiny's Child, Мая, Уитни Хюстън, SWV, Трина, Никол Рей, Fantasia, Сиара, Рейвън Симон, Мелани Би, Кийша Коул, Марая Кери, Джанет Джексън, Мери Джей Блайдж и Руслана.

## Младежки години
През 90-те години Миси Елиът, Ла Шон Шелман, Чонита Колман и Рейдиа Скот сформират дамската ритъм енд блус формация Sista. Като продуцент на групата е назначен нейният съсед и приятел още от детството Тимъти Мосли, с когото започват работа по демо записи. През 1991 г. Sista привличат вниманието на продуцента ДиВанте Суинг, който е и член на групата Jodeci. След един концерт на Jodeci Миси Елиът рапира а капела песни на групата, успявайки да впечатли с изпълнението си Суинг. Скоро след това Sista се преместват в Ню Йорк, където подписват договор с Elektra Records чрез компанията на ДеВанте Swing Mob. Със себе си Елиът взема и приятелите си Тимъти Мосли (прекръстен от ДиВанте на Тимбаленд) и Мелвин Барклиф (с псевдонима Магуу).
Всички членове на Swing Mob на по двадесет и няколко години, сред които бъдещите звезди Джинуйан, Плейа и Туийт, живеят заедно в една къща в Ню Йорк и прекарват повечето си време, занимавайки се както със соло проектите си, така и по записи на групата Jodeci. По това време Елиът участва в записването на песента „That's What Little Girls Are Made Of“ на младата раперка и телевизионна актриса Рейвън Симон, като същевременно помага при записите по последните два албума на Jodeci. ДиВанте и Тимбаленд продуцират албума на Sista „4 All the Sistas Around the World“, завършен през 1994 г. Въпреки че официално излизат два видеоклипа към сингъла от този албум „Brand New“: стандартен и ремикс, самият албум никога не е издаден. Кръм края на 1995 г. Swing Mob е изгубила значителна част от членовете си; Елиът, Тимбаленд, Магуу, Джинуайн и Плейа са единствените, които остават заедно и участват в проектите на всеки един по отделно чак до края на десетилетието.

### След Swing Mob
В крайна сметка Елиът и Тимбаленд напускат формацията Swing Mob и започват работа като дуо продуценти-текстописци, работейки за SWV, 702, но с най-значимо участие в проектите на американската соул певица Алия. Дуото написва и продуцира девет от песните, включени във втория студиен албум на Алия „One in a Million“, сред които едни от най-хитовите ѝ песни „If Your Girl Only Knew“, „One in a Million“, „Hot Like Fire“ и „4 Page Letter“. Елиът допринася за всички песни написани от нея и Мосли като беквокалистка или като раперка. „One in a Million“ добива двойно платинен статус и бързо превръща членовете на продуцентското дуо в звезди.
Елиът и Тимбаленд продължават да работят заедно, продуцирайки Total („What About Us“, 1997), Никол Рей („Make It Hot“, 1998), Destiny's Child („Get on the Bus“, 1998), както и последния хит на Алия „I Care 4 U“, излязъл малко преди смъртта ѝ през 2001.
Елиът продължава работа, участвайки в ремикси на такива хитови песни като „The Things That You Do“ на Джина Томпсън, „Cold Rock a Party“ на MC Lyte и „You Don't Have to Worry“ на New Edition, всички от лейбъла на Шон „Пъф“ Комбс Bad Boy. Комбс силно се надява да успее да убеди Миси Елиът да подпише договор към неговата звукозаписна компания, но тя предпочита да се присъедини към EastWest Records, дъщерна компания на Elektra Entertainment Group. През 1996 Елиът създава собствен лейбъл - The Goldmind Inc., чрез който се самоиздава. Тимбаленд отново се присъединява към Елиът, този път като неин продуцент, функция, която изпълнява в почти всички нейни записи.

## Самостоятелна кариера

### Supa Dupa Fly
Въпреки претрупаният си график, записвайки за множество изпълнители, Елиът успява да издаде дебютният си соло албум „Supa Dupa Fly“ в средата на 1997 г. Успехът на пилотния сингъл „The Rain (Supa Dupa Fly)“ помага на албума бързо да достигне платинен статус. Същата година Елиът взема участие в церемонията на видео наградите на MTV, пеейки в ремиксираната версия на песента на Лил Ким „Not Tonight“.
През 1998 г. Елиът продължава успешната си продуцентска дейност, добавяйки все повече изпълнители към професионалната си листа. Най-забележителното през тази година е участието ѝ в дебютния соло сингъл „I Want You Back“ на Мелани Би от Спайс Гърлс, успял да оглави класацията във Великобритания.

### Da Real World
Вторият студиен албум на Миси Елиът не закъснява и през 1999 г. излиза „Da Real World“, начело с пилотния сингъл „She's a Bitch“, който бързо се превръща в една от най-успешните песни на раперката. Въпреки че този албум демонстрира много по-мрачно и сериозно звучене от предхождащото го издание, той успява да постигне подобен успех, реализирайки продажби от общо 4,5 милиона копия, и да достигне платинен статус. През същата година заедно с Da Brat тя участва в ремикса на един от големите хитове на Марая Кери, „Heartbreaker“.

### Miss E... So Addictive
Третият соло албум на Миси Елиът, „Miss E... So Addictive“, излиза през 2001 г. и включва едни от най-големите хитове на Елиът: „Get Ur Freak On“, „One Minute Man“ с Лудакрис и Трина и „4 My People“ с Eve. Двойният видеоклип „Take Away/4 My People“ излиза през есента на 2001 г., малко след терористичните атаки от 11 септември, и след нелепата смърт на близката ѝ приятелка Алия през август месец. Първата част от двойното видео включва снимки на Алия, а самата песен е в нейна памет. Втората част от клипа – „4 My People“ показва група млади хора, които жизнерадостно танцуват пред американското знаме, докато Миси е облечена в цветовете на флага. Въпреки че песента „Take Away“ не успява в класациите, „4 My People“ се оказва голям клубен хит в САЩ и Европа най-вече заради популярния ремикс направен от Basement Jaxx и издаден през 2002 със самостоятелен клип.
През 2001 г. Миси Елиът продуцира и участва в песента „Lady Marmalade“, колаборация между Кристина Агилера, Пинк, Mya и Лил Ким, която е включена в саундтрака на филма „Мулен Руж“ и достига позиция номер 1 в Билборд Hot 100. На следващата година Елиът продуцира и най-големият хит на американската R'n'B/соул певица Туийт „Oops (Oh My)“, на която през 2006 г. е направен кавър от английската електроклаш група Лейдитрон. Туийт ще продължи да работи с Миси и в следващите си студийни записи, но до този момент не е постигнала успеха на тази песен.

### Under Construction
За следващата си солова продукция Миси Елиът и Тимбаленд се концентрират над олд скуул звученето, използвайки множество семпли, сред които „Peter Piper“ на RUN DMC и „Double Dutch Bus“ на Франки Смит, използвани съответно в „Work It“ и „Gossip Folks“. През 2002 излиза четвъртият албум на Елиът „Under Construction“, в който са включени втората най-успешна песен в цялостната кариера на певицата „Work It“, както и успешният ѝ дует с Лудакрис „Gossip Folks“. Видео клипът към „Work It“ се превръща в един от най-въртяните видеоклипове по MTV, MTV2, MTV Jams и BET през 2002, а същият успех постига ѝ песента с Лудакрис. Въпреки че „Gossip Folks“ не получава толкова завъртания по ърбън радиата колкото пилотният сингъл, песента успява да се превърне в значителен хит в клубните среди благодарение на ремикса на Фетбой Слим. „Under Construction“ е най-успешният албум издаван някога от рап изпълнителка с общи световни продажби от 6,7 милиона копия.

### This Is Not a Test
Година след излизането на най-успешния албум на Миси Елиът тя се вижда притисната от звукозаписната си компания по-скоро да издаде следващата си продукция. Лейбълът ѝ се надява, че новият албум ще пожъне същият успех, ако не ѝ по-голям, докато раперката е на върха на славата си. Така през ноември 2003 г. излиза албумът „This Is Not a Test“, от който са издадени сравнително успешните сингли „Pass That Dutch“ и „I'm Really Hot“. Въпреки че и двете песни оглавяват ърбън радио класациите, нито една от двете не успява да постигне забележителни позиции в поп класациите. По думите на Елиът този албум е издаден прекалено набързо и не е излязъл в подходящ за нея самата момент.
Пак през 2003 г. Елиът е гост вокалистка в песните на Уайклиф Жан „Party to Damascus“ и Гоустфейс Кила „Tush“. По-късно през същата година американската модна компания Gap предлага на Миси да се включи в годишната им рекламна кампания, чието главно лице тогава е Мадона. Съвместната реклама на двете изпълнителки привлича значително медийно внимание и увеличава продажбите на Gap за 2003. Професионалната връзка между тях продължава и на Музикалните награди 2003 на MTV, когато двете откриват церемонията заедно с Бритни Спиърс и Кристина Агилера. На тази церемония е и прословутата целувка между Мадона и Спиърс, която успява да създаде по-голям обществен отзвук и интерес, отколкото самите награди.

### The Cookbook
След сравнително слабите продажби на „This Is Not a Test“, Миси Елиът решава, че иска да предложи на хората нещо неочаквано като звук и затова активно работи и с други продуценти освен Тимбаленд. През юли 2005 г. излиза шестият студиен албум на Елиът „The Cookbook“, който дебютира на втора позиция в американските класации. Пилотният сингъл „Lose Control“, включващ гост участията на Сиара и Фетмен Скууп, достига трета позиция в Билборд Hot 100. Видеото към песента ѝ донася шест номинации на Видео наградите на MTV 2005, успявайки да спечели в категориите Най-добър денс клип и Най-добър хип-хоп видеоклип. Следващият сингъл „Teary Eyed“ не постига някакви значителни успехи в класациите, но за сметка на това е една от малкото песни на Елиът, където тя демонстрира, че освен да рапира може също така и да пее.
В началото на септември 2005 г. Миси къса ахилесово сухожилие, докато текат снимките за видеоклипа на „We Run This“. Травмата налага оперативна намеса и дълго възстановяване, които почти провалят промоцията на „The Cookbook“. През ноември 2005 г. тя печели наградата за Най-добра хип-хоп изпълнителка на Американските музикални награди. През декември 2005 г. Елиът получава 5 номинации за награда Грами: две за песента „Loose Control“ в категориите Най-добър видеоклип, която печели и Най-добра рап песен; още една за Най-добър рап албум; една в категорията Най-добра R'n'B за написването на песента на Fantasia „Free Yourself“ и още една за Най-добра Рап/Вокална колаборация за песента „1,2 Step“ със Сиара. Миси Елиът е номинирана и за Най-добра международна изпълнителка на награди Бритс през 2006 г.
През 2006 г. Елиът е номинирана за награда Грами в категорията Най-добро рап соло изпълнение за песента „We Run This“.

### Respect M.E.
„Respect M.E.“ е първата компилация с най-доброто от Миси Елиът и е издадена извън САЩ и Канада на 4 септември 2006 г., но само в Европа, Република Южна Африка, Австралия, Япония и Бразилия. Тази колекция става вторият албум на Елиът, който влиза в топ 10 в британската класация за албуми, достигайки 7-а позиция. Албумът достига златна сертификация с продажби от 100 000 във Великобритания и 500 000 копия в световен мащаб.
Обложката на албума показва Миси Елиът възседнала фризийски кон на мрачен облачен фон. M.E. може да се разбира както като английското местоимение me – мен, получавайки се „Уважавай ме“ като буквален превод на името на албума или като инициалите на Миси Елиът. Respect M.E. е и името на модната ѝ линия, която излиза под крилото Adidas.

### Block Party
През януари 2008 г. е издадена песента „Ching-a-Ling“ като водещ сингъл от саундтрака на филма „Step Up 2 the Streets“. „Shake Your Pom Pom“, продуцирана от Тимбаленд е също част от саундтрака на този филм. Двете песни са включени в предстоящия седми студиен албум, „Block Party“, който предстои да излезе на 9 септември 2008 г. Пилотният сингъл от албума, „Best, Best“, е издаден на 13 юни 2008 г.

## Дискография

### Студийни албуми
- 1997: „Supa Dupa Fly“
- 1999: „Da Real World“
- 2001: „Miss E… So Addictive“
- 2002: „Under Construction“
- 2003: „This Is Not a Test!“
- 2005: „The Cookbook“
- TBA: „Block Party“

### Компилации
- 2006: „Respect M.E.“

### Видео албуми
- 2001: „Hits of Miss E… The Videos Vol.1“
- 2005: „Recipe of Hits: Music Video Anthology“

### Сингли
- 1997: „The Rain (Supa Dupa Fly)“
- 1997: „Sock It 2 Me“
- 1998: „Beep Me 911“
- 1998: „Hit Em wit da Hee“
- 1999: „She's a Bitch“
- 1999: „All n My Grill“
- 1999: „Hot Boyz“
- 2001: „Get Ur Freak On“
- 2001: „Lick Shots“
- 2001: „One Minute Man“
- 2001: „Take Away“
- 2002: „4 My People“
- 2002: „Work It“
- 2002: „Gossip Folks“
- 2003: „Back in the Day“
- 2003: „Pussycat“
- 2003: „Pass That Dutch“
- 2004: „Fighting Temptation“
- 2004: „I'm Really Hot“
- 2005: „Lose Control“
- 2005: „Teary Eyed“
- 2006: „We Run This“
- 2008: „Ching-a-Ling“
- 2008: „Shake Your Pom Pom“
- 2008: „Best, Best“
- 2015: „WTF (Where They From)“

## Видеоклипове
| Видеоклип                       | Премиера | Албум                  |
| ------------------------------- | -------- | ---------------------- |
| The rain (Supa dupa fly)        | 1997     | Supa dupa fly          |
| Sock it 2 me                    | 1997     | Supa dupa fly          |
| Beep me 911                     | 1998     | Supa dupa fly          |
| Hit em wit da hee               | 1998     | Supa dupa fly          |
| She's a bitch                   | 1999     | Da real world          |
| All n my grill                  | 1999     | Da real world          |
| Hot boyz                        | 1999     | Da real world          |
| Get ur freak on                 | 2001     | Miss E... so addictive |
| One minute man                  | 2001     | Miss E... so addictive |
| Take away/4 my people           | 2001     | Miss E... so addictive |
| Work it                         | 2002     | Under construction     |
| Gossip folks                    | 2003     | Under construction     |
| Pass that dutch                 | 2003     | This is not a test!    |
| I'm really hot                  | 2004     | This is not a test!    |
| Lose control                    | 2005     | The cookbook           |
| Teary eyed                      | 2005     | The cookbook           |
| We run this                     | 2006     | The cookbook           |
| Ching-a-ling/Shake your pom pom | 2008     | -                      |
| WTF (Where They From)           | 2015     |                        |

## Турнета
- 1998 – 1999: „Missy Elliott: Live in Hamburg/Germany“
- 2004: „Verizon Ladies First Tour“
- 2010: „Europe Tour“